# Alexis Renard
Alexis Renard (* 1. června 1999) je francouzský profesionální silniční cyklista jezdící za UCI WorldTeam Cofidis.

## Hlavní výsledky
2016
Ronde des Vallées
vítěz 3. etapy
2017
vítěz Grand Prix Bob Jungels
Grand Prix Rüebliland
2. místo celkově
vítěz 1. etapy
Národní šampionát
3. místo silniční závod juniorů
Ain Bugey Valromey Tour
5. místo celkově
vítěz 1. etapy
Ronde des Vallées
7. místo celkově
vítěz 2. etapy (ITT)
2021
2. místo Münsterland Giro
Tour de Wallonie
3. místo celkově
2022
Circuit de la Sarthe
7. místo celkově
Saudi Tour
10. místo celkově
2023
5. místo Gooikse Pijl
Čtyři dny v Dunkerku
7. místo celkově
7. místo Gent–Wevelgem

### Výsledky na Grand Tours
| Grand Tour      | 2020 | 2021 | 2022 | 2023 | 2024 |
| --------------- | ---- | ---- | ---- | ---- | ---- |
| Giro d'Italia   | —    | —    | —    | —    | —    |
| Tour de France  | —    | —    | —    | DNF  | DNF  |
| Vuelta a España | DNF  | —    | —    | —    |      |

| —   | Nezúčastnil se |
| DNF | Nedokončil     |